# 日本地理学会
公益社団法人日本地理学会（にっぽんちりがっかい、にほんちりがっかい、英語：Geographical Association of Japan）とは、地理学に関する調査・研究を行う日本の学会である。日本において最も規模が大きい地理学系学会であり、自然地理学の研究者も人文地理学の研究者も所属する。元文部科学省所管の社団法人で、現在は公益社団法人である。会員数は約3千人。

## 沿革
東京帝国大学理学部地理学科の卒業生らにより1923年に設立された地理同好会の中で、雑誌発行の是非について議論が行われていたが、1924年創刊の『地球』の影響を受けて、雑誌を刊行するために学会を設立することになった。1925年に日本地理学会が設立され、1925年3月1日に『地理学評論』創刊号が刊行された。学会名は、アメリカ地理学会（Association of American Geographers）を模して日本地理学会（Association of Japanese Geographers）、学会誌はGeographical Reviewを模して『地理学評論』（Geographical Review of Japan）となった。設立当時の会員数は49名だった。学会事務所は東京大学理学部地理学教室に設置された。
設立当初は権威主義な会員資格を設定しており、東京大学地理学教室の同窓会の側面をもっていた。一方、1932年に東京文理科大学地理学教室の一期卒業生、1933年に大学卒以外の地理学者、1935年に京都帝国大学文学部史学科地理学教室出身者が入会し、1936年時点で会員数は203名に達した。
1950年の会則改正により入会資格の制限が形式化したこと、新制大学および新制高校・中学教員数の増大に伴い、1955年には会員数が1,310名となり、5年前から倍増した。
1971年に事務所を東京大学理学部地理学教室から学会センタービルに移転した。
2005年に社団法人として法人化した。2008年より制度移行措置により特例社団法人、
2012年より公益社団法人となった。
2025年6月に、英語名称を Geographical Association of Japan と改めた

## 会員
- 正会員：年会費12000円。機関誌の定期購読・本会施設の利用等が出来る。また、役員の選挙権・被選挙権を持つ。
- 学生会員：年会費7000円。大学の学部生・大学院修士課程・博士課程の者、もしくはこの規定に準ずる者。
- 賛助会員：事業を援助する個人、もしくは法人。
- 名誉会員：地理学の発展に関して、特に貢献し、功績がある者。総会の議決によって推薦された者。

## 学術大会
春と秋、年に2回開かれる大会。シンポジウム・一般研究発表・巡検等が行われる。
| 年                                   | 月日              | 季   | 会場校       | キャンパス       | 備考                           |
| ------------------------------------ | ----------------- | ---- | ------------ | ---------------- | ------------------------------ |
| 2004年                               | 9月24日 - 28日    | 秋季 | 広島大学     | 東広島キャンパス |                                |
| 2005年                               | 3月28日 - 29日    | 春季 | 青山学院大学 | 青山キャンパス   |                                |
| 2005年                               | 9月17日 - 19日    | 秋季 | 茨城大学     | 水戸キャンパス   |                                |
| 2006年                               | 3月27日 - 29日    | 春季 | 埼玉大学     |                  |                                |
| 2006年                               | 9月23日 - 25日    | 秋季 | 静岡大学     | 浜松キャンパス   |                                |
| 2007年                               | 3月20日 - 22日    | 春季 | 東洋大学     |                  |                                |
| 2007年                               | 10月6日 - 8日     | 秋季 | 熊本大学     | 黒髪北キャンパス |                                |
| 2008年                               | 3月29日 - 31日    | 春季 | 獨協大学     |                  |                                |
| 2008年                               | 10月4日 - 6日     | 秋季 | 岩手大学     |                  |                                |
| 2009年                               | 3月28日 - 30日    | 春季 | 帝京大学     |                  |                                |
| 2009年                               | 10月24日 - 26日   | 秋季 | 琉球大学     | 千原キャンパス   |                                |
| 2010年                               | 3月27日 - 29日    | 春季 | 法政大学     |                  |                                |
| 2010年                               | 10月2日 - 4日     | 秋季 | 名古屋大学   |                  |                                |
| 2011年                               | 3月29日 - 31日    | 春季 | 明治大学     |                  | 中止（総会、代議員会のみ開催） |
| 2011年                               | 9月23日 - 25日    | 秋季 | 大分大学     | 旦野原キャンパス |                                |
| 2012年                               | 3月28日 - 30日    | 春季 | 首都大学東京 |                  |                                |
| 2012年                               | 10月6日 - 9日     | 秋季 | 神戸大学     | 鶴甲キャンパス   |                                |
| 2013年                               | 3月29日 - 31日    | 春季 | 立正大学     | 熊谷キャンパス   |                                |
| 2013年                               | 9月28日 - 30日    | 秋季 | 福島大学     |                  |                                |
| 2014年                               | 3月27日 - 30日    | 春季 | 国士舘大学   |                  |                                |
| 2014年                               | 9月20日 - 22日    | 秋季 | 富山大学     | 五福キャンパス   |                                |
| 2015年                               | 3月28日 - 30日    | 春季 | 日本大学     | 文理学部         |                                |
| 2015年                               | 9月18日 - 20日    | 秋季 | 愛媛大学     | 城北地区         |                                |
| 2016年                               | 3月21日 - 23日    | 春季 | 早稲田大学   | 早稲田キャンパス |                                |
| 2016年                               | 9月30日 - 10月2日 | 秋季 | 東北大学     | 川内北キャンパス |                                |
| 2017年                               | 3月28日 - 30日    | 春季 | 筑波大学     | 筑波キャンパス   |                                |
| 2017年                               | 9月29日 - 10月1日 | 秋季 | 三重大学     |                  |                                |
| 2018年                               | 3月22日 - 24日    | 春季 | 東京学芸大学 |                  |                                |
| 2018年                               | 9月22日 - 24日    | 秋季 | 和歌山大学   |                  |                                |
| 2019年                               | 3月20日 - 22日    | 春季 | 専修大学     |                  |                                |
| 2019年                               | 9月21日 - 23日    | 秋季 | 新潟大学     |                  |                                |
| 2020年                               | 3月26日 - 28日    | 春季 | 駒澤大学     | 駒澤キャンパス   | 中止                           |
| 2020年                               | 9月27日 - 30日    | 秋季 | 九州大学     |                  | 中止                           |
| 2021年                               | 3月26日 - 28日    | 春季 | 東洋大学     |                  | オンラインでの開催に変更       |
| 2021年                               | 9月18日 - 20日    | 秋季 | 岡山大学     |                  | オンライン開催                 |
| 2022年                               | 3月18日 - 20日    | 春季 | 東京大学     | 駒場Iキャンパス  | オンラインでの開催に変更       |
| 2022年                               | 9月23日 - 25日    | 秋季 | 香川大学     | 幸町キャンパス   |                                |
| 2023年                               | 3月25日 - 27日    | 春季 | 東京都立大学 | 南大沢キャンパス |                                |
| 2023年                               | 9月16日 - 19日    | 秋季 | 関西大学     | 千里山キャンパス |                                |
| 2024年                               | 3月19日 - 20日    | 春季 | 青山学院大学 | 青山キャンパス   |                                |
| 2024年                               | 9月14日 - 16日    | 秋季 | 南山大学     |                  |                                |
| 2025年                               | 3月18日 - 21日    | 春季 | 駒澤大学     |                  |                                |
| 2025年                               |                   | 秋季 | 弘前大学     |                  |                                |
| 2026年                               |                   | 春季 | 法政大学     |                  |                                |
| 2026年                               |                   | 秋季 | 九州大学     |                  |                                |
| 2027年                               |                   | 春季 | 立正大学     |                  |                                |
| 2027年                               |                   | 秋季 | 愛知教育大学 |                  |                                |
| この表の出典: およびリンク先ページ群 |                   |      |              |                  |                                |

## 出版物
機関誌は、地理学評論とE-journal GEOの二種類を発行している。地理学評論は、2002年の第75巻より、英文誌のGeographical Review of Japanと統合された。第二機関誌のE-journal GEOは、年に2回刊行。目的は、地理学（者）が社会に情報を発信し、社会に貢献すること。掲載論文は、地理学の知識を活かした問題提起等が中心である。

## 運営組織

### 役員
2024 - 2025年度役員
- 会長：井田仁康
- 理事長：鈴木康弘
- 常務理事：松井圭介、須貝俊彦
- 理事：秋本弘章、有馬貴之、池口明子、大城直樹、大西宏治、梶田真、久保純子、島津弘、友澤和夫、中澤高志、平井誠、矢野桂司
- 監事：岡本耕平、山田晴通
- 代議員：120名

#### 歴代会長
| 代                        | 会長       | 在任期間（年度） | 出典   |
| ------------------------- | ---------- | ---------------- | ------ |
| 初代                      | 山崎直方   | 1929             |        |
| 2代                       | 加藤武夫   | 1929-1946        |        |
| 3代                       | 辻村太郎   | 1947-1951        |        |
| 4代                       | 田中啓爾   | 1952-1953        |        |
| 5代                       | 内田寛一   | 1954-1955        |        |
| 6代                       | 飯本信之   | 1956-1957        |        |
| 7代                       | 多田文男   | 1958-1959        |        |
| 8代                       | 冨田芳郎   | 1960-1961        |        |
| 9代                       | 青野壽郎   | 1962-1963        |        |
| 10代                      | 石川與吉   | 1964-1965        |        |
| 11代                      | 石田龍次郎 | 1966-1967        |        |
| 12代                      | 木内信蔵   | 1968-1969        |        |
| 13代                      | 渡邊光     | 1970-1971        |        |
| 14代                      | 尾留川正平 | 1972-1973        |        |
| 15代                      | 織田武雄   | 1974-1975        |        |
| 16代                      | 山本荘毅   | 1976-1977        |        |
| 17代                      | 矢澤大二   | 1978-1979        |        |
| 18代                      | 岸本實     | 1980-1981        |        |
| 19代                      | 市川正巳   | 1982-1983        |        |
| 20代                      | 吉川虎雄   | 1984-1985        |        |
| 21代                      | 町田貞     | 1986-1987        |        |
| 22代                      | 西川治     | 1988-1989        |        |
| 23代                      | 吉野正敏   | 1990-1991        |        |
| 24代                      | 浮田典良   | 1992-1993        |        |
| 25代                      | 竹内啓一   | 1994-1995        |        |
| 26代                      | 中村和郎   | 1996-1997        |        |
| 27代                      | 山本正三   | 1998-1999        |        |
| 28代                      | 奥野隆史   | 2000-2001        |        |
| 29代                      | 野上道男   | 2002-2003        |        |
| 30代                      | 斎藤功     | 2004-2005        |        |
| 31代                      | 石原潤     | 2006-2007        |        |
| 32代                      | 谷内達     | 2008-2009        |        |
| 33代                      | 田林明     | 2010-2011        |        |
| 34代                      | 矢ケ﨑典隆 | 2012-2013        |        |
| 35代                      | 荒井良雄   | 2014-2015        | [ 26 ] |
| 36代                      | 戸所隆     | 2016-2017        | [ 27 ] |
| 37代                      | 村山祐司   | 2018-2019        | [ 28 ] |
| 38代                      | 松原宏     | 2020-2021        | [ 29 ] |
| 39代                      | 小口高     | 2022-2023        | [ 30 ] |
| 40代                      | 井田仁康   | 2024-            | [ 31 ] |
| 備考：初代 - 34代の出典は |            |                  |        |

### 委員会

#### 専門委員会
以下の委員会が常設の委員会として設置される。
- 総務専門委員会
- 財務専門委員会
- 集会専門委員会
- 交流専門委員会
- 広報専門委員会
- 企画専門委員会
- 地理学評論編集専門委員会
- Geographical Review of Japan Series B編集専門委員会
- E-journal GEO編集専門委員会
- 地理教育専門委員会
- 資格専門委員会

#### 各種委員会
2024 - 2025年度各種委員会
- 名誉会員候補者推薦委員会
- 災害対応委員会
- GIS学術士資格委員会
- 地理教育公開講座委員会
- ジオパーク対応委員会
- 地域調査士認定委員会
- 英文叢書編集委員会
- 地図資料活用推進委員会
- 百年史編集委員会
- 日本地理学会百周年記念事業実行委員会

2023 - 2024年度各種委員会
- 選挙管理委員会

2024年各種委員会
- 日本地理学会賞受賞候補者選考委員会
- 吉野賞受賞候補者選考委員会
- 松本淳論文賞受賞候補者選考委員会
- 出版助成委員会
- 「若手研究者国際会議派遣助成」審査委員会
- 「吉野正敏研究助成」審査委員会
- 「災害地理学研究助成」審査委員会